# Rosa Maria Garriga i Llorente
Rosa Maria Garriga i Llorente (Canet de Mar) és una antropòloga i sociòloga catalana. Llicenciada en antropologia i sociologia. El 1994 creà la Fundació Assistència i Gestió Integral (AGI), especialitzada en l'ajuda social a dones que pateixen violència de gènere i des de la que ha engegat programes d'integració social no sols de dones maltractades sinó també de reinserció dels maltractadors.
També ha estat directora de la revista Rufaca de la Cerdanya, membre del Patronat del Festival de Música de Llívia, vicepresidenta de l'Associació Catalana de la Premsa Comarcal (ACPC), presidenta de l'Associació Catalana de Dones Directives i Empresàries. També dirigeix diversos cursos de postgrau a la Universitat Ramon Llull i és col·laboradora dels Quaderns d'informació municipal de Llívia d'Els matins de Josep Cuní a TV3 i de Radio Intereconomía. El 2009 ha rebut un dels Premis d'Actuació Cívica de la Fundació Lluís Carulla. El 2020 va ser guardonada amb la Creu de Sant Jordi.

## Obres
- Can Carbonell de Gorguja, tradició i innovació, publicat a Revista de Girona
- Vincles d'Unió entre els Cerdans, a Ceredània